# 1675 na ciência

## Eventos
- Leibniz, Newton: Cálculo infinitesimal
- Anton van Leeuwenhoek: observou micro-organismos através de um microscópio

## Nascimentos
| Data | Nome | Profissão | Nacionalidade | Observações | Ref |
| ---- | ---- | --------- | ------------- | ----------- | --- |

## Mortes
| Data | Nome | Profissão | Nacionalidade | Observações | Ref |
| ---- | ---- | --------- | ------------- | ----------- | --- |